# Enkurin
Enkurin‏ (Enkurin, TRPC channel interacting protein) هوَ بروتين يُشَفر بواسطة جين Enkurin في الإنسان.